# Замок Ле-Кенель
Дворец Ле-Кенель (фр. Château de Le Quesnel) или дворец Сецессия (фр. château Sécession) — заброшенный и сгоревший замок во Франции в коммуне Ле-Кенель (департамент Сомма).

## История
Замок принадлежал рыцарскому семейству Кенель в XII веке. Он стал жертвой Тридцатилетней войны, его разграбили и частично сожгли. Недвижимость была приобретена Жаном Ле-Фортом, который женился на Мари Дамьен. Именно после его смерти в 1751 году его сын Жан Батист Ле-Форт построил фундамент нынешнего замка. В то время в замке был только один этаж. Прислуги не ходили после захода солнца в парк.
В 1853 году фасад дворца был изменён Шарлем де Бурдоном, построен новый павильон и добавлен второй этаж.
Замок был захвачен и разбомблен во время Первой мировой войны. После войны Виконт Бурдон восстановил замок и подарил его своей дочери графине Люссак. После Второй мировой войны недвижимость осталась необитаемой и была продана в 1985 году. Замок был куплен неустановленным парижским адвокатом. Часть здания обрушилась в конце 1990-х г.
Но в ночь 10 декабря 2018 года замок сгорел. Уцелела только часть фасада.

## Владельцы
- XII век — род Кенель
- XVIII век — Жан Ле-Форт.
- 1751 год — Жан Батист Ле-Форт.
- XX век — виконт Бурдон.
- 1985 год — неизвестный парижский адвокат